# Saison 2010 des Cardinals de Saint-Louis
La Saison 2010 des Cardinals de Saint-Louis est la 129e saison en ligue majeure pour cette franchise.

## Intersaison

### Arrivées
- Agent libre, le lanceur partant Brad Penny rejoint les Cardinals le 7 décembre 2009. Il s'engage pour une saison contre 7,5 millions de dollars, plus des primes de performance[1].
- Le lanceur Rich Hill signe un contrat des ligues mineures le 26 janvier[2].
- Le joueur de champ intérieur Felipe Lopez signe un contrat d'un an le 27 février[3].

### Départs
- John Smoltz, Todd Wellemeyer, Joel Piñeiro et Rick Ankiel deviennent agents libres.
- En fin de contrat à Saint-Louis, Mark DeRosa signe chez les Giants de San Francisco.
- Agents libres, Troy Glaus et Joe Thurston s'engagent avec les Braves d'Atlanta.
- Agent libre, Khalil Greene signe chez les Rangers du Texas.
- Les Cards libèrent Brad Thompson de son contrat le 4 novembre 2009. Il rejoint les Royals de Kansas City via un contrat de Ligues mineures.
- Mis en ballotage, Jarrett Hoffpauir se retrouve chez les Blue Jays de Toronto.

### Prolongations de contrats
- Matt Holliday prolonge son contrat chez les Cardinals en s'engageant pour sept ans contre 120 millions de dollars. Il s'agit du plus important contrat de l'histoire de la franchise[4].

### Grapefruit League
30 rencontres de préparation sont programmées du 4 mars au 3 avril à l'occasion de cet entraînement de printemps 2010 des Cardinals.
Avec 15 victoires et 14 défaites, les Cardinals terminent 7e de la Grapefruit League et enregistrent la 8e performance des clubs de la Ligue nationale.

## Saison régulière

### Classement
| Ligue nationale (Division Centrale) | V  | D   | %    | GB |
| ----------------------------------- | -- | --- | ---- | -- |
| Reds de Cincinnati                  | 91 | 71  | .562 | -  |
| Cardinals de Saint-Louis            | 86 | 76  | .531 | 5  |
| Brewers de Milwaukee                | 77 | 85  | .475 | 14 |
| Astros de Houston                   | 76 | 86  | .469 | 15 |
| Cubs de Chicago                     | 75 | 87  | .463 | 16 |
| Pirates de Pittsburgh               | 57 | 105 | .352 | 34 |

### Résultats
| Légende                | Légende               | Légende       |
| victoire des Cardinals | défaite des Cardinals | match reporté |
| ---------------------- | --------------------- | ------------- |

#### Avril
Lors du match marathon du 17 avril (6h53), c'est le joueur de champ gauche Joe Mather qui évolue au poste de lanceur en 19e et 20e manche pour les Cardinals. La défaite face au Mets de New York lui est créditée.

#### Juillet
- Le 31 juillet, les Cardinals obtiennent des Indians de Cleveland le lanceur droitier Jake Westbrook et le lanceur gaucher des ligues mineures Nick Greenwood des Padres de San Diego dans un échange à trois clubs. Saint-Louis cède aux Padres le voltigeur Ryan Ludwick[7].

#### Août
- Le 2 août, les Cards font signer un contrat des ligues mineures au lanceur Nate Robertson, libéré le mois précédent par les Marlins de la Floride[8].